# Germonville
Germonville ist eine französische Gemeinde mit 130 Einwohnern (Stand: 1. Januar 2022) im Département Meurthe-et-Moselle in der Region Grand Est (bis 2015 Lothringen). Die Gemeinde gehört zum Arrondissement Nancy und zum Gemeindeverband Pays du Saintois. 

## Geografie
Germonville liegt in der Landschaft Saintois an der Grenze zum Département Vosges, etwa 27 Kilometer südlich von Nancy. Umgeben wird Germonville von den Nachbargemeinden Xirocourt im Nordwesten und Norden, Lebeuville im Nordosten, Gripport im Osten, Hergugney im Süden sowie Bralleville im Westen.

## Bevölkerungsentwicklung
| Jahr                       | 1962 | 1968 | 1975 | 1982 | 1990 | 1999 | 2006 | 2019 |
| Einwohner                  | 104  | 82   | 80   | 82   | 68   | 104  | 83   | 123  |
| Quellen: Cassini und INSEE |      |      |      |      |      |      |      |      |

## Sehenswürdigkeiten
- Kirche La Présentation de la Vierge aus dem 18. Jahrhundert
- Ruinen des Schlosses aus dem 16. Jahrhundert

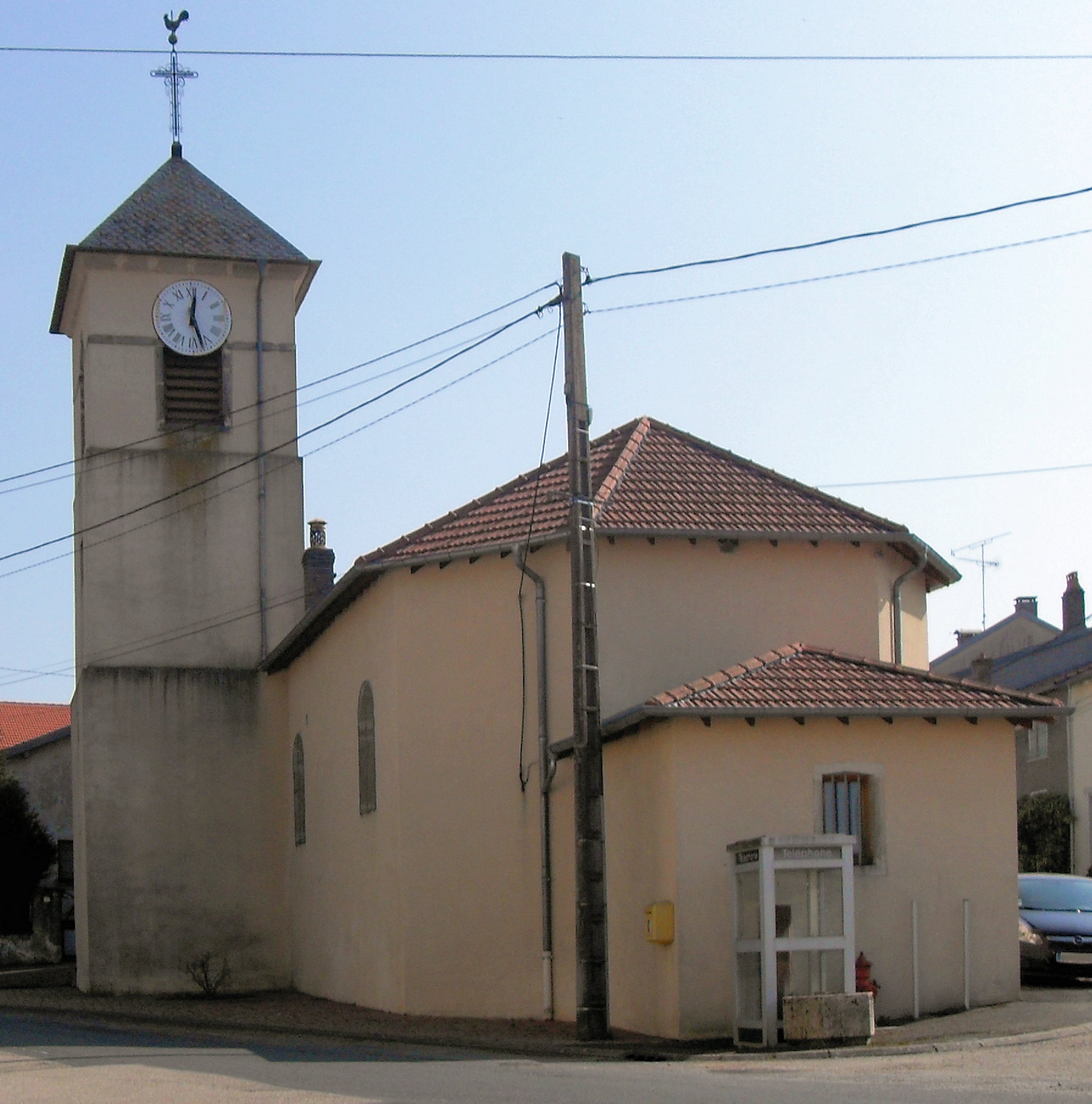
Kirche La Présentation de la Vierge